# Фіщенко Іван Сергійович
Іван Сергійович Фіщенко (рос. Иван Сергеевич Фищенко; 19 липня 1995, м. Тюмень, Росія) — російський хокеїст, центральний нападник. Виступає за «Авангард» (Омськ) у Континентальній хокейній лізі.
Хокеєм почав займатися в 2001 році. Перший тренер — Долгих Сергій Петрович. Вихованець хокейної школи «Газовик» (Тюмень). Виступав за «Омські Яструби», «Авангард» (Омськ), «Сокіл» (Красноярськ).
У чемпіонатах КХЛ — 12 матчів (1+1).
У складі молодіжної збірної Росії учасник чемпіонату світу 2015.
Досягнення
- Срібний призер молодіжного чемпіонату світу (2015)
- Володар Кубка Харламова (2013).